# Guy Debeyre
Pour les articles homonymes, voir Debeyre.
Guy Debeyre, né le 5 novembre 1911 à Lille et mort le 10 mai 1998 dans la même ville, est un universitaire français, professeur de droit privé. Il est recteur de l'académie de Lille pendant 17 ans, puis adjoint au maire de Lille.

## Biographie
Guy Debeyre est le fils d'Albert-Parfait-Pierre Debeyre, professeur de médecine à la Faculté de médecine de Lille. Il est également le frère cadet de Jean Firmin Florimond Debeyre, professeur d'anatomie, chirurgien des hôpitaux et membre de l'Académie de médecine (28 avril 1910 - 1er juin 1996).
Guy Debeyre est le gendre de Paul Duez et le beau-père de Michel Delebarre, ancien ministre d'État, qui a épousé sa fille Jeanine Debeyre en 1969.

### Études
- Lycée Faidherbe[2] de Lille
- Docteur en droit (1936)[3]

### Carrière universitaire
- Chargé de cours à la Faculté de droit de Lille (1938)
- Professeur à la Faculté de droit d'Alger (1945) puis à celle de Lille (1946)
- Doyen de la Faculté de droit de Lille en 1950

### Le recteur Debeyre
Guy Debeyre est recteur de l'académie de Lille de 1955 à 1972. Cette longévité exceptionnelle et l'importance de ses actions l'ont fait rester dans les mémoires sous l'appellation de recteur Debeyre.
C'est à son initiative que sont conçus des campus universitaires sur les communes d'Annappes et de Flers : la cité scientifique et le campus de Pont-de-Bois, aujourd'hui inclus dans Villeneuve-d'Ascq.
La cité scientifique est destinée à recevoir de nouveaux locaux pour la Faculté des sciences de Lille, à l'étroit dans ses instituts construits entre 1854 et 1895 au centre de Lille.
 
Le recteur Debeyre a alors l'idée en 1964 d'édifier un vaste ensemble scientifique, comprenant non seulement la nouvelle faculté mais aussi des écoles d'ingénieurs, des laboratoires de recherche publique et privée et des équipements de service. Il organise de 1968 à 1972 le transfert dans des locaux modernes sur le campus de l'Institut industriel du Nord (École centrale de Lille) et des unités de formation et de recherche scientifique de l'Université Lille I.
Parallèlement, le campus de Pont de Bois accueille à partir de 1972 l'université Lille III, en transférant les facultés de lettres antérieurement au centre de Lille.
Il préside également la Conférence des recteurs français entre 1963 et 1971.

### Autres responsabilités
- Président de La Jeunesse au plein air de 1974 à 1988.

## Décorations
- Grand officier de la Légion d'honneur
- Croix de guerre 1939–1945 (ancien prisonnier de guerre)
- Chevalier de l'ordre du Mérite postal (1960)[7]
- Commandeur de l'ordre du Mérite sportif, à titre exceptionnel (1960)[8]